# Irene Paredes
Irene Paredes Hernández (ur. 4 lipca 1991 w Legazpi) – hiszpańska piłkarka, grająca na pozycji środkowego obrońcy w klubie FC Barcelona, reprezentantka Hiszpanii.

## Życiorys
Zaczęła grać w piłkę nożną w juniorskiej drużynie SD Ilintxa, potem grała w FC Urola i CD Zarautz. W 2008 rozpoczęła zawodową karierę piłkarską w Realu Sociedad. Po trzech sezonach przeniosła się do Athletic Bilbao, z którym wygrała Primera División w sezonie 2015/16. Zagrała w finale Copa de la Reina 2012, który klub z Bilbao przegrał z Espanyolem Barcelona. W 2016 została zaproszona do wicemistrza Francji Paris Saint-Germain, z którym w sezonie 2016/17 dotarła do finału Ligi Mistrzyń UEFA, przegrywając w rzutach karnych 6:7 z Olympique Lyon. 8 lipca 2021 podpisała dwuletni kontrakt z FC Barcelona po wygaśnięciu jej kontraktu z PSG.

### Reprezentacja
Będąc już młodzieżową reprezentantką (U-19), zadebiutowała w reprezentacji Hiszpanii w listopadzie 2011 roku w wygranym 4:0 meczu wyjazdowym z Rumunkami. Tym samym wzięła udział w Mistrzostwach Europy 2013 i dotarła do ćwierćfinału. Zagrała we wszystkich czterech meczach finałowych. Występowała również w turnieju finałowych Mistrzostw Świata w 2015 i Mistrzostw Świata w 2019.

## Sukcesy i odznaczenia

### Sukcesy piłkarskie
Athletic Bilbao
- mistrz Hiszpanii (1): 2015/16

Paris Saint-Germain
- finalistka Ligi Mistrzyń UEFA (1): 2016/17
- mistrz Francji (1): 2020/21
- zdobywca Pucharu Francji (1): 2017/18

FC Barcelona
- mistrz Hiszpanii (2): 2021/22, 2022/23
- zdobywca Copa de la Reina (1): 2021/22
- zdobywca Supercopa de España Femenina (2): 2021/22, 2022/23

Reprezentacja Hiszpanii
- zdobywca Algarve Cup (1): 2017
- zdobywca Cyprus Cup (1): 2018

### Sukcesy indywidualne
- najlepsza piłkarka Algarve Cup: 2017
- wybrana do FIFA FIFPro World XI: 2017
- wybrana do najlepszej jedenastki Ligi Mistrzyń UEFA w sezonie: 2020/21
- najlepsza obrońca Ligi Mistrzyń UEFA w sezonie: 2020/21